# Ronald Florijn
Ronald Florijn est un rameur néerlandais né le 21 avril 1961 à Leyde. 

## Biographie
À Séoul pour les Jeux olympiques d'été de 1988, Ronald Florijn s'engage dans le deux de couple avec Nico Rienks et remporte le titre olympique. Lors des Jeux olympiques d'été de 1992 à Barcelone, il concourt à l'épreuve de quatre de couple et se classe cinquième. Il est aussi sacré champion olympique en huit lors des Jeux olympiques d'été de 1996 à Atlanta avec Diederik Simon, Michiel Bartman, Koos Maasdijk, Niels van der Zwan, Niels van Steenis, Nico Rienks, Jeroen Duyster et Henk-Jan Zwolle.
Sa fille est la rameuse Karolien Florijn.

## Palmarès
- Jeux olympiques d'été de 1988 à Séoul
  -  Médaille d'or en deux de couple

- Jeux olympiques d'été de 1996 à Atlanta
  -  Médaille d'or en huit